# E-mail marketing
O e-mail marketing ou publicidade por correio eletrónico é a utilização do e-mail como ferramenta de marketing direto , respeitando normas e procedimentos pré-definidos, analisando o retorno gerado através de relatórios e análises gráficas gerando campanhas cada vez mais otimizadas.
Atualmente, o envio de campanhas de email marketing e fluxos de automação é frequentemente realizado por meio de plataformas especializadas, conhecidas como sistemas de automação de marketing ou email service providers (ESPs). 
Essas ferramentas oferecem recursos integrados, como criação de landing pages, gestão de listas de contatos, automação de fluxos de nutrição de leads, segmentação avançada, testes A/B, integração com redes sociais, análise de desempenho e, em alguns casos, gestão de áreas de membros e CRM, centralizando as operações de marketing digital em um único ambiente.

## E-mail Marketinge o SPAM
Diferentemente do spam (mensagens indesejadas), é essencial ao e-mail marketing o consentimento do cliente (também chamado opt-in), que pode ser explícito, quando ele mesmo opta por receber, ou implícito, caracterizado por uma relação evidente entre as partes.
O email marketing também se diferencia do spam por permitir ao destinatário a opção de se descadastrar a qualquer momento da lista de envio pela qual recebeu o email. Isso se chama "opt-out" e de acordo com o Código de Autorregulamentação para a Prática de Email Marketing, o remetente deverá disponibilizar ao Destinatário a sua política de Opt-out e informar o prazo de remoção do seu endereço eletrônico da base de destinatários, que não poderá ser superior a 2 (dois) dias úteis, quando solicitado diretamente pelo link de descadastramento do E-mail Marketing e 5 (cinco) dias úteis quando solicitado por outros meios, prazos estes contados a partir da data da solicitação comprovada.
No entanto muitas empresas contratam agencias que utilizam listas de email de terceiros, ao se cadastrar em um site o usuário termina por receber infinitos emails dos mais variados assuntos sem jamais ter requisitado. Também de acordo com Comitê Gestor da Internet no Brasil: Uma das mais freqüentes, e piores, desculpas usadas pelos spammers é alegar que se o usuário não tem interesse no e-mail não solicitado, basta "removê-lo". Essa é uma característica de e-mail de spam.

## Benefícios doE-mail Marketing[3]
De acordo com um estudo realizado pelo Comitê Gestor da Internet no Brasil, Instituto Brasileiro de Geografia e Estatística e Instituto Brasileiro de Opinião Pública e Estatística, o principal motivo de acesso à Internet no Brasil é o e-mail.
Dessa forma, o e-mail marketing fornece uma forma simples de se conectar e ser lembrado. Esta ferramenta, a princípio inexpressiva, não apenas permite enviar mensagens direcionadas regularmente, mas também que receber respostas rápidas e alcançar resultados imediatos.
Nesse sentido, as empresas que adotam o e-mail marketing têm uma série de benefícios[carece de fontes?]:
- proatividade: em vez de esperar o interesse do cliente, a empresa pode encontrá-lo;
- interatividade: o cliente interage imediatamente com a mensagem;
- segmentação: é possível direcionar a mensagem por sexo, faixa etária e cidade, por exemplo;
- personalização: a mensagem pode ser facilmente personalizada com informações do cliente;
- mensuração: o retorno da ação realizada é acompanhada em tempo real e custo-benefício.

Segundo estudo do Campaign Monitor, o e-mail marketing está entre os principais canais de marketing online, apresentando um impressionante ROI de 4400%, o que equivale a um retorno de $44 para cada $1 investido.

## Tipos deE-mail Marketing
Para muitas pessoas, o termo “e-mail marketing” gera automaticamente a imagem de um e-mail com apenas um propósito: vender. Na verdade, há muitos tipos de comunicações feitas através de e-mail que podem ser oferecidas ao seu cliente. Algumas não são diretamente relacionadas a vendas, mas podem contribuir significativamente para o objetivo final do cliente utilizando outros caminhos. 

### 1. Comerciais
Esse tipo de e-mail geralmente é voltado ao comércio eletrônico ou clubes de compras. São mensagens visuais e objetivas, de forma que, ao bater os olhos no email, os usuários identifiquem rapidamente as ofertas. É uma forma rápida de fazer com que suas promoções cheguem ao conhecimento do público. Nestes casos, muitas vezes é interessante fazer um layout em que o usuário seja impactado com uma ou mais promoções em destaque, para que em seguida perceba as demais se alternando. Com isso, além de prender a atenção pelo estímulo visual, é possível apresentar uma quantidade maior de produtos, aumentando as chances de atingir o interesse do consumidor em potencial.

### 2.Newsletters
As newsletters são e-mails informativos cujo foco é aproximar os usuários de uma marca, criando um relacionamento entre empresas e clientes. Por isso, estas mensagens devem oferecer informações relevantes ao público alvo. Elas precisam trazer conteúdos de qualidade, que gerem interesse, fazendo com que cliquem na peça e sejam levados ao seu site ou rede social. Em muitos casos esses conteúdos não estão diretamente relacionados a produtos, mas de alguma forma interligados.

### 3.Emailde serviço ou transacional
Diferente do e-mail marketing comercial, que é projetado para atingir diversos usuários com um mesmo perfil de uma única vez, o E-mail transacional não é concebido de maneira massificada. É uma peça de comunicação exclusiva, criada especialmente para cada um dos contatos existentes no mailing de uma empresa. Um email marketing de serviço geralmente é enviado automaticamente e tem como objetivo agilizar os processos das empresas e o atendimento ao cliente. Muito utilizado em sites de e-commerce, este tipo de email confirma as ações que os usuários fizeram diretamente no site e transmite seriedade e segurança para os destinatários.
Os emails transacionais são enviados a partir do momento em que o usuário faz o cadastro no site, finaliza uma compra pela internet, ou até mesmo quando há um abandono de carrinho. Por meio de um sistema de monitoramento, captura-se os dados de navegação do usuário, aproveitando suas últimas visualizações, para encaminhar ofertas exclusivas. Esta é uma excelente estratégia para o comércio eletrônico: aproveitar informações geradas pelo público para criar emails com ofertas personalizadas, ou com descontos especiais, por exemplo.

### 4.Emailde nutrição deleads
É possível inserir determinados contatos de sua lista em um fluxo de nutrição, que consiste em emails com conteúdo específico e relevante para os destinatários, de modo que eles caminhem pelo funil de vendas, facilitando a conversão em uma oferta futura.